# Xavier Rudd
Xavier Rudd (nacido 29 de mayo de 1978) es un cantante, multinstrumentista y compositor australiano. La mayoría de sus canciones tratan temas sociales y espirituales como la humanidad, el ecologismo o los derechos de los indígenas australianos.

## Primeros años
Xavier Rudd creció en Jan Juc, cerca de Torquay, Victoria. Fue educado en St Joseph's College, Geelong.
Su abuelo materno era de origen holandés, nacido en Tilburg y emigró a Australia. Una de sus abuelas era de origen irlandés y creció en Colac [5], Victoria. Xavier Rudd reclama que tiene genes aborígenes, irlandeses y holandeses, mencionando tener ascendencia Wurundjeri, y que una de sus bisabuelas era una aborigen australiana y su hija, la abuela paterna de Xavier, le fue arrebatada [8].
Rudd mostró un interés entusiasta en la música creciendo en una familia con siete niños. Mientras estaba en la escuela primaria, Rudd utilizaba el limpiador de su madre como un makeshift didgeridoo y empezó a tocar la guitarra de su hermano. También, tocó el saxo y el clarinete siendo niño.
Todavía siendo un niño, Xavier Rudd vendió madera reciclada a través de un negocio de mobiliario propio. Inmediatamente después de acabar escuela, Rudd viajó a Fiyi y vivió en pueblos alrededor del país durante nueve meses, regresando a Australia a la edad 19 años.

## Carrera

### 1998–2002: Carrera temprana y debut con álbum de estudio
Antes de lanzar su carrera como solista, Rudd empezó a tocar música como parte de la banda "Xavier and the Hum". Tomó inspiración de artistas como Leo Kottke, Ben Harper, Natalie Mercader y el multinstrumentista David Lindley, así como de música de diferentes culturas, como la hawaiana y la música de los indios nativos americanos.
Xavier Rudd estaba en Canadá cuando tuvo lugar el 11 S. 

### 2003–05:Solaceto Foodin the Belly

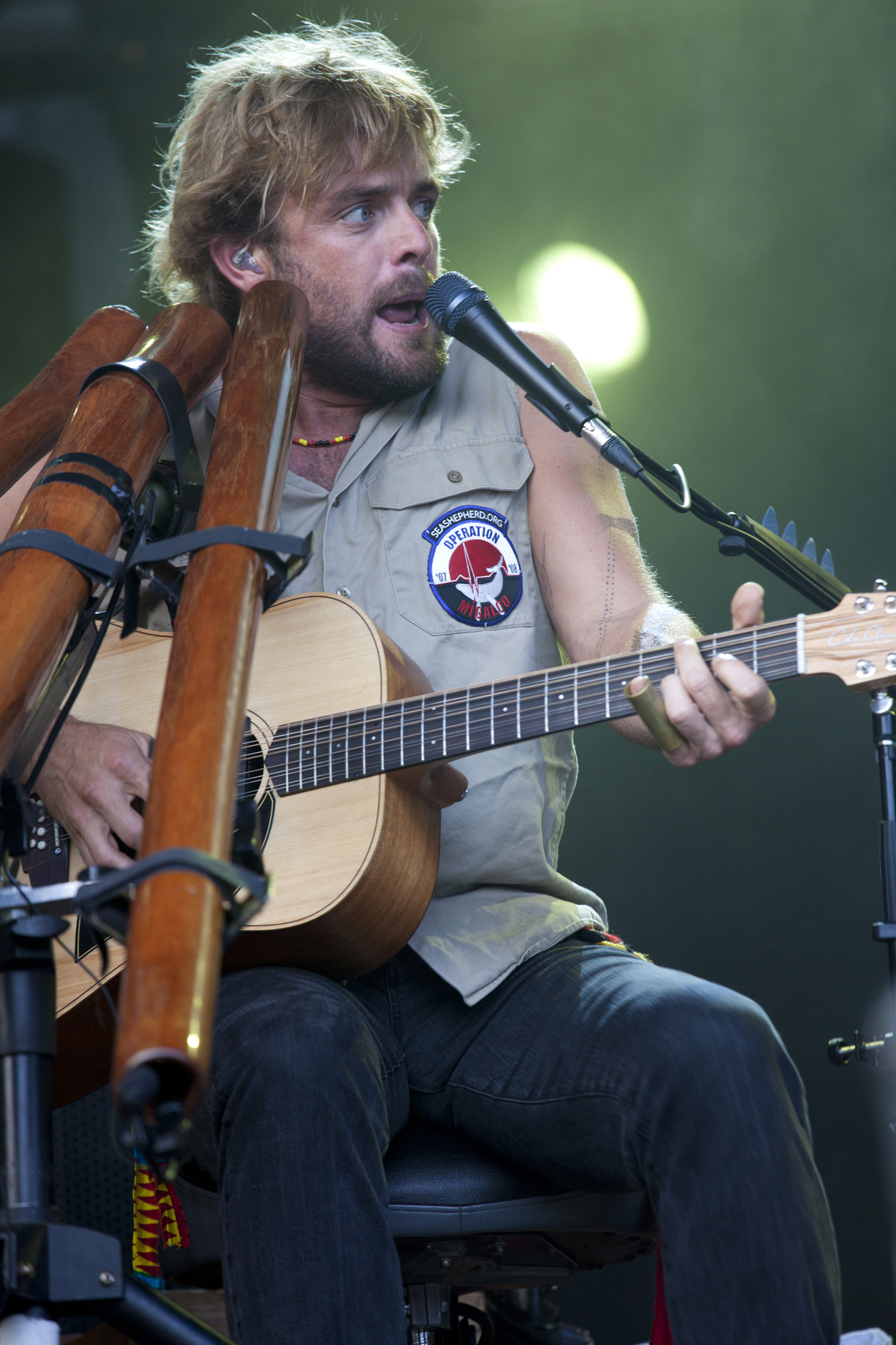

En 2004, Rudd lanzó Solace, su primer álbum distribuido por Universal Music Australia. En vez de invitar a artistas para grabar el disco junto a él, Rudd tocó todos los instrumentos para el álbum con solo unos cuantos overdubs. Los instrumentos incluidos fueron didgeridoos, guitarras de deslizamiento, stomp boxes, djembe drums, slit drumss, y la armónica. En su espectáculo en vivo, Rudd vino fue renombrado como "un hombre banda".
Rudd grabó Food in the Belly a mediados de 2004 e hizo una extensa gira por el norte de América. El dico fue hecho en mayo de 2004 en la Isla Bowen, parte de Greater Vancouver Regional District.

### 2007:White Moth
La canción White Moth fue escrita sobre una polilla blanca que siguió a Joaquin, el hijo de Xavier Rudd durante varias horas en el 30.º cumpleaños de su madre. Rudd pensó que era el espíritu de la abuela de su mujer. Rudd y su familia estaban de vacaciones para celebrar la ocasión en una isla fuera Sri Lanka.
En 2007, Rudd se asoció con el programa "GreenNotes" de Clif Bar para crear la "Better People Campaign" La campaña expresaba agradecimiento a las personas en el mundo que estaban luchando para hacer cambio positivo.